# Boreal Point
Der Boreal Point ist eine Landspitze an der Nordküste der westantarktischen Joinville-Insel. Sie markiert die westliche Begrenzung der Rockpepper Bay.
Der Falkland Islands Dependencies Survey nahm zwischen 1953 und 1954 eine Vermessung der Landspitze vor. Das UK Antarctic Place-Names Committee benannte sie 1957 nach ihrer geografisch nördlichen (borealen) Lage auf der Joinville-Insel.